# Olly
Olly est un hameau de la commune française d'Illy, situé dans le département des Ardennes en région Grand Est.

## Histoire
Le nom du village prendrait son origine du nom du moulin assis sur la Givonne, appelé « moulin Hollier » en 1642. C'est ensuite sur la carte de Cassini que l'on peut voir le village nommé alors « Holly ». Le nom du village fut changé accidentellement en « Olly », à la suite de l'oubli de la lettre H sur une carte cantonale en 1839.
En 1870, l'ambulance hollandaise y établit son siège au château d'Olly pendant la bataille de Sedan. 
Le 24 juillet 1910, la ligne de Sedan à Corbion, des Chemins de fer départementaux des Ardennes (CFDA), est ouverte. À Corbion, il y avait une connexion avec la ligne vicinale belge vers Bouillon et Paliseul. Olly était le dernier point d'arrêt avant la frontière belge. Le hameau d'Olly s'est créé autour de la gare. La ligne a été fermée le 30 juin 1933.
La gare désaffectée d'Olly, du CFDA, a été le lieu le 28 août 1944 de crimes commis par la « bande au bossu », constituée de faux maquisards du parti franciste. Croyant rejoindre le maquis, Pierre Melo-Pinto et Daniel Hut furent abattus tandis qu'un troisième jeune homme survécu à ses blessures.